# Nonnebakken
Nonnebakken war eine Wikingerburg vom Trelleborgtyp, deren Reste im Zentrum von Odense seit 1988 in mehreren Grabungen untersucht wurden. Mit einem Durchmesser von 120 Metern besaß sie die gleiche Größe wie Fyrkat. Obgleich durch die spätere Bautätigkeit in Odense oberflächlich nur wenig erhalten, ist sie ungewöhnlich gut erhalten. Die Palisade ist in fast 360 Grad bis zu einem Meter Höhe bewahrt. Gleichzeitig deuten Bodenfunde auf Siedlungsaktivitäten um das Jahr 850 hin. Seit 2023 gehört Nonnebakken als Teil der Stätte "Ringburgen des Wikingerzeitalters" zum UNESCO-Weltkulturerbe.

## Fundgeschichte
Die Reste der Burg wurden unter dem Stadtteil Nonnebakken gefunden und vom Fyns Museum ausgegraben. Die Burg lag südlich des Flusses Odense Å unterhalb des später errichteten Benediktinerinnenklosters, das dem Gelände den Namen Nonnebakken (Nonnenhügel) gab. Von dem Hügel aus ließ sich das im Jahr 988 erstmals erwähnte Odense vermutlich gut übersehen. Die Nonnen verließen das Gelände schon Ende des 12. Jahrhunderts, um 1197 in Dalum südöstlich von Odense, heute ein Vorort, ein neues Kloster zu errichten. 
Um 1600 scheint die Wallanlage noch im Gelände sichtbar gewesen zu sein: In einer Stadtansicht im Städteatlas Civitates Orbis Terrarum (Bd. 5, 1598, Bildtafel 30) von Georg Braun (1541–1622) und Frans Hogenberg (1535–1590) ist sie zu erkennen. Die Ansicht entstand vermutlich 1593 nach Angaben von Heinrich Rantzau oder nach Skizzen, die er veranlasst hatte. 
Weitere Zerstörungen erlitt die Anlage, als Ende des 19. Jahrhunderts die Loge "Odd Fellows" hier baute.

## Ausgrabungen und Funde
Obwohl es schon in den Jahren 1775 und 1889 zu Grabungen und Funden auf dem Gelände kam, wurde die Anlage erst im Jahr 1953 in ihrer gesamten Ausdehnung erfasst. Im Jahr 1988 wurde bei Kabelausschachtungen ein mindestens 4,0 Meter breiter und 2,0 Meter tiefer Spitzgraben mit einer 10,0 bis 12,0 Meter breiten Berme nachgewiesen. Die Verfüllung ließ sich in die Klosterzeit datieren. Ein etwa 8,0 Meter breiter und 4,0 Meter tiefer Spitzgraben wurde 1992 im Nordosten und Nordwesten im Schnitt ergraben.
Bei Notgrabungen im Zuge der Fernwärmeinstallation wurde in den Jahren 1995 und 1997/98 ein mindestens 3,0 Meter tiefer und 11,0 Meter breiter Graben erforscht. Dabei wurde ein Spaten aus Eichenholz geborgen. Dieser ließ sich dendrochronologisch in die "Funktionszeit" der Anlage datieren. Bei weiteren Untersuchungen im Jahr 2002 wurden Teile der Klosteranlage erfasst. 2015 startete die nächste Grabungskampagne.